# 1807 en photographie
| Années de la photographie : 1804 - 1805 - 1806 - 1807 - 1808 - 1809 - 1810    |
| Décennies de la photographie : 1770 - 1780 - 1790 - 1800 - 1810 - 1820 - 1830 |

Cet article présente les faits marquants de l'année 1807 en photographie.

## Événements
- Nicéphore Niépce et son frère Claude mettent au point et font breveter un prototype de moteur à combustion interne, le pyréolophore, ce qui apporte une certaine renommée à leurs talents d'inventeurs[1].

## Naissances
- 3 janvier : François-René Moreaux, photographe franco-brésilien, mort le 25 octobre 1860.
- 6 janvier : Joseph Petzval, inventeur et physicien hongrois, qui réalise le premier calcul d'un objectif avec une ouverture lumineuse élevée pour la photographie de portrait, mort le 17 septembre 1891.
- 16 février : Noël Paymal Lerebours, opticien et daguerréotypiste français, mort le 23 juillet 1873.
- 20 avril : Louis-Jean Delton, militaire français, photographe hippique, mort le 2 janvier 1891.
- 14 août : Louis Cyrus Macaire, photographe français, mort le 24 avril 1871.
- Date précise non renseignée ou inconnue :
  - Alessandro Duroni, photographe italien, mort le 9 septembre 1870.
  - Ukai Gyokusen, photographe japonais, mort le 12 mai 1887.
  - Giacomo Rossetti, peintre et photographe italien, mort en 1882.